# Мартинес, Лаура
Лаура Мартинес Абеленда (исп. Laura Martínez Abelenda; род. 1 декабря 1998, Мадрид) — испанская дзюдоистка, бронзовый призёр чемпионата мира 2025 года и чемпионата Европы 2023 года. Участница II Европейских игр 2019 года. 

## Биография
Лаура Мартинес Абеленда борется в весовой категории до 48 килограммов и представляет Испанию на международной спортивной арене.
В 2019 году испанка принимала участие во II Европейских играх, которые проходили в Минске. В четвертьфинале уступила португалке Катарине Коште. В этом же году на турнире из серии Большой Шлем в Баку одержала победу. 
В ноябре 2023 года, во французском Монпелье, на чемпионате Европы, испанская дзюдоистка в весовой категории до 48 кг стала бронзовым призёром чемпионата Европы, в поединке за третье место победила свою соотечественницу Мирею Лапуэрту. 
В июне 2025 года на чемпионате мира в Будапеште в весовой категории до 48 кг завоевала бронзовую медаль. В схватке за третье место одолела соперницу из России Сабину Гилязову.